# Гексагидроксоплюмбат(IV) натрия
Гексагидроксоплюмбат(IV) натрия — неорганическое соединение, комплексный гидроксид металлов натрия и свинца с формулой Na2[Pb(OH)6], бесцветные кристаллы, растворимые в воде.

## Получение
- Растворение диоксида свинца в кипящем концентрированном растворе едкого натра:

{\displaystyle {\mathsf {PbO_{2}+2NaOH+2H_{2}O\ {\xrightarrow {100^{o}C}}\ Na_{2}[Pb(OH)_{6}]}}}

## Физические свойства
Гексагидроксоплюмбат(IV) натрия образует бесцветные (белые) гигроскопичные кристаллы.

## Химические свойства
- При нагревании теряет воду превращаясь в метаплюмбат натрия:

{\displaystyle {\mathsf {Na_{2}[Pb(OH)_{6}]\ {\xrightarrow {300^{o}C}}\ Na_{2}PbO_{3}+3H_{2}O}}}
- При сильном нагревании разлагается:

{\displaystyle {\mathsf {2Na_{2}[Pb(OH)_{6}]\ {\xrightarrow {700^{o}C}}\ 2PbO+O_{2}+4NaOH+4H_{2}O}}}
- В разбавленных растворах гидролизуется:

{\displaystyle {\mathsf {Na_{2}[Pb(OH)_{6}]\ {\xrightarrow {}}\ PbO_{2}\downarrow +2NaOH+2H_{2}O}}}
- Реагирует с разбавленными кислотами:

{\displaystyle {\mathsf {Na_{2}[Pb(OH)_{6}]+2HCl\ {\xrightarrow {}}\ PbO_{2}\downarrow +2NaCl+4H_{2}O}}}
- и концентрированными:

{\displaystyle {\mathsf {Na_{2}[Pb(OH)_{6}]+6HCl\ {\xrightarrow {}}\ PbCl_{2}\downarrow +2NaCl+Cl_{2}+6H_{2}O}}}
- При кипячении с гидроксидом свинца образует ортоплюмбат свинца(II):

{\displaystyle {\mathsf {Na_{2}[Pb(OH)_{6}]+2Pb(OH)_{2}\ {\xrightarrow {}}\ Pb_{3}O_{4}\downarrow +2NaOH+4H_{2}O}}}